# قلعة صانور

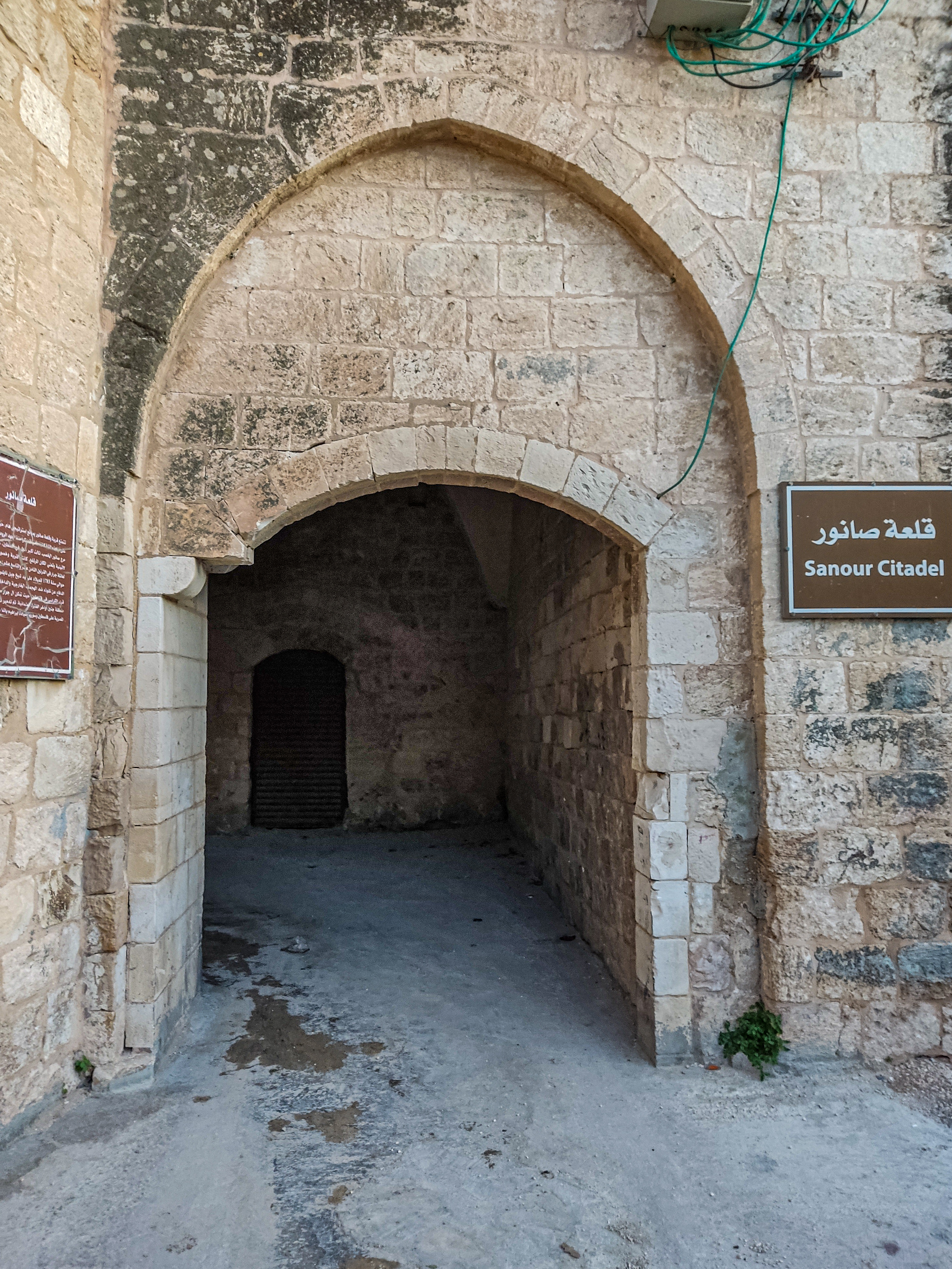
غلاف كتاب "قلعة صانور وتاريخ آل جرار" يتحدث عن الرحالة الأجانب الذين وصفوا القلعة طيلة القرنين الماضيين.

قلعة صانور قلعة أثرية يعود تاريخها إلى الحقبة العثمانية في فلسطين. تقع جنوب مدينة جنين بالضفة الغربية، في بلدة صانور تحديداً. إستخدمها أبناء آل جرار في الدفاع عن المدينة ضد الهجمات الخارجية والداخلية في ذلك الوقت. وقد تم بناء هذه القلعة حوالي سنة 1785 على يد شيخ جبل نابلس يوسف الجرار[محل شك] الملقب بـ «سلطان البر»، ومن قبله والده محمد الزبن، الذي قام ببناء سور القلعة بعد قدومه من شرق الأردن إلى منطقة جنين.
وقد قامت مؤسسة رواق للتراث المعماري بتمويل من وزارة الخارجية الألمانية في عام 2008 بترميم القلعة واعادتها إلى شكلها السابق كما كان قبل أكثر من قرنين. حيث تشكل معلماً فلسطينيا بارزا، شهدت حقبة من تاريخ الشعب الفلسطيني الذي واجه الحملات الخارجية، وسجلت للقلعة تاريخا من الصمود والتحدي أيام حملة نابليون بونابرت على فلسطين. ومنذ ذلك الحين - أي منتصف القرن الثامن عشر، أصبحت صانور وقرى أخرى قريبة من جنين مركزا لعائلة جرار في فلسطين.

## وصف القلعة
تشتمل القلعة على عد كبير من المغاور والآبار التي كانوا يلجئون إليها وقت الحصار، وكانت هذه الآبار تحفر يدويا حيث كانت المصدر الأول والرئيسي للمياه في القرية. ومن أهم أسماء هذه الآبار بئر «متيرك» وبئر الجامع «بئر الحارة» وبئر القوسة. يبلغ مسطح القلعة 675 متر مربع وقد هدمت بعض أبنية القلعة بفعل العوامل الجوية والإهمال الذي أصابها والبنايات الجديدة التي غطت عليها. ويشر أهالي القرية أن سور القلعة كان مبنياً قبل أن يتم بناءه الشيخ محمد الزبن«ابن جرار».
- عندما تنظر اليها يرجع بك الزمن الي بدايات العمر البدايات التي ربما لم تعشها أو ربما سمعت عنها من أناس أيضاً لم يعيشوها لقدمها..تتربع كما العروس.. النظر إليها يسر الناظرين.. إنها قلعة صانور التي لربما أتى الإسم من النور كما يتحدث التاريخ.. القلعة الأثرية القديمة الحديثة يعود تاريخها إلى الحقبة العثمانية في فلسطين تتربع إلى الجنوب من مدينة جنين بالضفة الغربية، في بلدة صانور تحديداً.
القلعة المانعه الحصينه اّنذاك استخدمها أبناء البلدة في الدفاع عن المدينة ضد الهجمات الخارجية والداخلية في ذلك الوقت. وقد تم بناء هذه القلعة حوالي سنة 1785 على يد شيخ جبل نابلس يوسف الجرار الملقب بـ «سلطان البر»، ومن قبله والده محمد الزبن، الذي قام ببناء سور القلعة بعد قدومه من شرق الأردن إلى منطقة جنين.
وصف القلعة
ويقول الحاج أبو محمد الذي يقارب عمره القرن «تشتمل القلعة على عدد كبير من المغاور والآبار التي كانوا يلجئون إليها وقت الحصار، وكانت هذه الآبار تحفر يدوياً حيث كانت المصدر الأول والرئيسي للمياه في القرية».
ومن أهم أسماء هذه الآبار بئر «متيرك» وبئر الجامع «بئر الحارة» وبئر القوسة ويبلغ مسطح القلعة 675 متر مربع وقد هدمت بعض أبنية القلعة بفعل العوامل الجوية والإهمال الذي أصابها والبنايات الجديدة التي غطت عليها 

## نبذة تاريخية
تعرضت القلعة لعدة هجمات في القرنين الثامن عشر والتاسع عشر، كان أهمها: حملة ظاهر العمر الزيداني الذي قام بالاعتداء على أراضي مرج ابن عامر، ثم زحف وضرب الحصار على قلعة صانور. ولكنه لم يتمكن من دخولها ولا من الزحف إلى نابلس. بعد هذه الغزوة أخذ ظاهر العمر يفكر بأمر جبل نابلس، لكنه عرف أنه يقف أمام خصم قوي، فذهب ظاهر إلى موالي شيوخ صلب في تلك الفترة وكانوا على صداقة متينة مع الشيخ يوسف الجرار وجاء ظاهر ووجده عشيرته مع الجاهة من شيوخ الموالي واستقبلهم الشيخ يوسف في قرية جبع المجاورة لقلعة صانور ولا زال المكان الذي نصب فيه الخيام ونزلوا فيه يسمى لغاية الآن بـ«حبلة الظاهر». كان هذا الفوز الذي أحرزه جبل نابلس وقلعة صانور دورعظيم فاق قدرة ظاهرعمر قبل سنين وقد أعجب النابلسيين ببسالة شيوخهم فلقبوا الشيخ يوسف الجرار «بسلطان البر»، ولقبو إبراهيم باشا النمر «بسلطان جبل نابلس».
كما تعرضت القلعة لهجمات أخرى كانت على يد أحمد باشا الجزار الذي فرض عليها حصار في عام 1790، تكرر مرة أخرى في 1795، إلا أنه لم ينجح في فتحها وبقيت القلعة بيد آل جرار. وكان عبد الله باشا المصري أول من نجح في اقتحام القلعة سنة 1830 بمساعدة الأمير بشير الشهابي - حاكم لبنان آنذاك، ولم تستطع صانور أن تصمد كذلك أمام حملة إبراهيم باشا المصري على فلسطين.
تعرضت القلعة لعدة هجمات لربما كانت الأكثر تعرضاً نظراً لحصانتها ويروي أبو محمد القصة الشهيرة أن الظاهر عمر قام بمحاصرة صانور ولكنه لم يتمكن من دخولها ولا من الزحف إلى نابلس. بعد هذه الغزوة أخذ ظاهر العمر يفكر بأمر جبل نابلس، لكنه عرف أنه يقف أمام خصم قوي، فذهب ظاهر إلى موالي شيوخ صلب في تلك الفترة وكانوا على صداقة متينة مع الشيخ يوسف الجرار وجاء ظاهر ووجد عشيرته مع الجاهه من شيوخ الموالي واستقبلهم الشيخ يوسف في قرية جبع المجاورة لقلعة صانور ولا زال المكان الذي نصب فيه الخيام ونزلوا فيه ويسمى لغاية الآن بـ«حبلة الظاهر». كان هذا الفوز الذي أحرزه جبل نابلس وقلعة صانور دور عظيم فاق قدرة ظاهرعمر قبل سنين وقد أعجب النابلسيون ببسالة شيوخهم فلقبوا الشيخ يوسف الجرار «بسلطان البر»، ولقبو إبراهيم باشا النمر «بسلطان جبل نابلس».
الهجمات كثيرة تكاد لا تعد فقد تعرضت لقلعة لهجمات أخرى كانت على يد أحمد باشا الجزار الذي فرض عليها حصار في عام 1790، تكرر مرة أخرى في 1795، إلا انه لم ينجح في فتحها وبقت القلعة بيد آل جرار. وكان عبد الله باشا المصري أول من نجح في اقتحام القلعة سنة 1830 بمساعدة الأمير بشير الشهابي - حاكم لبنان آنذاك، ولم تستطع صانور أن تصمد كذلك أمام حملة إبراهيم باشا المصري على فلسطين.

## عمليات الترميم للقلعة
نظراً لتعرض أجزاء من القلعة لعمليات الهدم بسبب متغيرات الجو لم يكف أهالي البلد بالنظر اليها تهدم أمام أعينهم فتوجهوا إلى بعض المؤسسات لإعادة تأهيلها وقد قامت مؤسسات فعليا تعنى بالتراث بترميم القلعة وإعادتها إلى شكلها السابق كما كان قبل أكثر من قرنين حيث تشكل معلماً فلسطينياً بارزاً، شهدت حقبة من تاريخ الشعب الفلسطيني الذي واجه الحملات الخارجية، وسجلت للقلعة تاريخاً من الصمود والتحدي أيام حملة نابليون بونابرت على فلسطين. ومنذ ذلك الحين - أي منتصف القرن الثامن عشر.

## الرحالة الأجانب والقلعة
بلغ عدد الرحلات التي اشتملت على وصف قلعة صانور وقاطنيها إثنتين وأربعين رحلة، واحدة لرحالة عربي. هي رحلة ابن عثمان المكناسي سنة 1785. ومع إنها الرحلة العربية الوحيدة، فهي تعتبر الأقدم بالرحلات جميعا. ومن الرحالة الأجانب الذين زاروا صانور ووصفوها: وليام براون 1792، إدوارد دانييل كلارك 1801، وليام تيرنر 1813، الملكة كارولاين «ملكة بريطانيا» 1814... وكان آخرها رحلة جودريش فرير 1903.

## عدد سكانها
حيث يبلغ عدد سكانها حالياً 5084 نسمة.